# Космос-2 (ракета-носій)
Космос-2 (11К63) — радянська двоступенева одноразова ракета-носій космічного призначення легкого класу, призначена для виведення малих автоматичних космічних апаратів (КА) на еліптичні і кругові навколоземні орбіти.
Необхідність розробки нової РН була викликана постійно зростаючою потребою регулярного виведення на орбіти ШС3 КА різного призначення. Використання для цих цілей потужної РН Р-7 («Супутник», «Восток», «Восход») або легкої РН «Космос» було або економічно недоцільно, або не забезпечувало вирішення завдань з енергетичних можливостей.

## Історія створення
Проектно-пошукові роботи по створенню ракети-носія для запуску супутників на базі бойової ракети Р-12 почалися ще в січні-березні 1957 р. До квітня 1960 р. в ОКБ-586 (в подальшому ДКБ «Південне») був розроблений ескізний проект ракети-носія 63С1, а 8 серпня підписано постанову ЦК КПРС і РМ СРСР «Про створення ракети-носія 63С1 на базі бойової ракети Р-12, розробці та запуску 10 малих ШСЗ». Відповідно до зазначеної Постанови, а також рішеннями ВПК при Президії РМ СРСР від 28.12.1960 р. № 191 і від 15.09.1961 р. № 157 була розпочата розробка та виготовлення малих ШСЗ військового призначення. У 4-м НДІ Міністерства оборони в 1961 році був випущений ескізний проект «Розробка і створення комплексу засобів зміни і управління для забезпечення льотно-конструкторських випробувань комплексу 63С1, запуску малих штучних супутників Землі („МС“) і комплексу 65С3 на базі виробу 8К65». Розробка ракети доручалася ОКБ-586. Для запусків майбутньої РН на полігоні в Капустіному Яру була побудована експериментальна шахтна пускова установка (ШПУ) «Маяк-2».
Трансформація бойової ракети Р-14 в космічну ракету-носій була здійснена шляхом установки на частково доопрацьований перший ступінь розробленого наново другого ступеня.
На обох ступенях застосовувалися однакові самозаймисті компоненти палива: несиметричний диметилгідразин і азотний тетраоксид. Рухова установка другого ступеня вперше в Радянському Союзі забезпечувала дворазовий запуск маршового двигуна, що дозволяло двоступеневі ракеті виводити КА на високі навколоземні орбіти.
Характерною особливістю РН була можливість роботи двигуна другого ступеня на трьох режимах.
1. — основний. У цьому режимі двигун в польоті міг працювати двічі.
2. — режим роботи рульових камер. Використовувався для стабілізації польоту ракети до, під час і після роботи двигуна на першому режимі.
3. — режим малої тяги. Використовувався для орієнтації ракети і створення незначних прискорень, що забезпечують другий запуск двигуна на основний режим.

## Модифікації

### Космос (63С1)
Для запусків космічних апаратів конструкція Р-12 була доопрацьована: введений другий ступінь, конічна частина паливного відсіку базової ракети була замінена на циліндричну, приладовий відсік розміщений на прискорювачі другого ступеня, введений також теплозахисний екран, встановлений на верхній частині корпусу прискорювача першого ступеня, ферма між першим і другим ступенями. Другий ступінь була оснащена РД-119 (8Д710), який працював на компонентах палива рідкий кисень і несиметричний диметилгідразин. У той час це був найбільш досконалий за енергетичними характеристиками двигун.
Як органи керування рухом другого ступеня служили три пари нерухомих рульових сопел, забезпечених газорозподілювачем з електроприводами. У складі другого ступеня знаходилися також приладовий відсік з системою керування. Крім того, до її складу входили: ферма-шасі для установки корисного вантажу, космічний апарат, циліндро-конічний головний обтічник, телеметрична апаратура з локальним комутатором, перетворювачами та антенно-фідерним пристроєм, система енергоживлення, система скидання головного обтічника, елементи вузлів відділення космічного апарата від блока прискорювача ступеня, бортова кабельна мережа.
У вересні 1961 року розробка носія 63С1 вийшла на стадію натурних випробувань. Перший пуск з КА «ДС-1» був здійснений 27 жовтня 1961, але був аварійним. Відбулася відмова одного з приладів системи регулювання швидкості, внаслідок вібрацій на шахтній ділянці польоту. У результаті другий ступінь з супутником впали в 385 км від старту. Відмова сталася через кутові коливання ракети з коливанням палива в баках внаслідок неправильно обраних параметрів стабілізації. Старт 21 грудня також був аварійним — на позначці 353,8 сек від старту відбулося передчасне вимикання двигуна другого ступеня внаслідок закінчення пального.
Перший успішний пуск здійснено 16 березня 1962 — ракета 63С1 № 6 ЛК вивела на розрахункову орбіту КА ДС-2 № 1. Виведений на орбіту КА отримав назву «Космос-1» та став першим представником величезного сімейства різноманітних космічних апаратів, запуски яких під цією назвою тривають і в даний час. Перша серія пусків (37 ракет) здійснена з існуючих ШПУ ракети Р-12У (8К63У) на космодромі Капустін Яр (4-й Державний центральний полігон). Експериментальна партія ракет 63С1 показала безсумнівну корисність виведених ними на орбіти малих і середніх ШСЗ. Також в процесі пусків велося льотне відпрацювання ракети, в процесі якого поліпшувалася конструкція, удосконалювалися системи і агрегати, уточнювалися характеристики різних систем.
За підсумками успішної експлуатації ракети-носія 63С1 на засіданні військово-промислової комісії 9 липня 1962 було прийнято рішення № 85 доручити Міністерству Оборони СРСР скласти технічні вимоги на розробку комплексу 63С1М (11К63) на базі 63С1 для запусків малих ШСЗ військового призначення. Комплекс мав шифр «Молнія». У листопаді 1962 приймається рішення про організацію серійного виготовлення другої ракети-носія СРСР і створенні для неї стаціонарного відкритого старту з вежею обслуговування.

### Космос-2 (11К63)
У 1964 р. РН 11К63 була прийнята в експлуатацію Міністерством оборони СРСР. Авторський нагляд за експлуатацією РН здійснювало ВО «Політ» (м. Омськ), якому до цього часу була передана вся конструкторська документація по РН. Виготовлення ракети 11К63 доручалося Пермському машинобудівному заводу № 172. У травні 1967 року комплекс К11К63 був прийнятий на озброєння з ракетою 63С1 (що отримала індекс 11К63 і найменування «Космос-2»), спеціально побудованим наземним стартовим комплексом «Веселка» (11П863) на майданчику № 133 космодрому Плесецьк, який був розроблений КБ транспортного машинобудування (перший пуск з цього комплексу відбувся 16 березня 1967. Останній — 18 червня 1977.), і юстувальні КА ДС-П1-10, розробленим КБ «Південне» в інтересах системи ПРО. 11К63а стала першою радянської масової РН, що виготовляється серійно і прийнятої на озброєння у складі космічного ракетного комплексу «Веселка». Також ракета 11К63 в той момент стала першою і єдиною вітчизняною РН, на якій був реалізований «вертикальний» спосіб складання ступенів ракети безпосередньо в шахтній пусковій установці. В інших країнах «вертикальна збірка ракети» використовується практично повсюдно.
11К63 (63С1) відноситься до РН легкого класу і призначалася для запуску КА на низькі навколоземні орбіти. Довжина ракети — 30 метрів, діаметр становить 1,652 метра, а стартова маса — 49400 кг. Першим ступенем ракети служила модифікована балістична ракета Р-12У, на другому використовувався спеціально розроблений маршовий двигун РД-119 на рідкому кисні і НДМГ. Таке поєднання дозволило отримати більш високий питомий імпульс, ніж при використанні гасу, але створило незручності в обслуговуванні і запуску ракети. Така ракета заправлялася шістьма різними рідинами — основне пальне першого ступеня ТМ-185, пускове пальне ТГ-02, азотнокислотний окислювач АК-27І, пероксид водню, пальне другого ступеня — отруйний НДМГ і окислювач другого ступеня — РК.
Іншим недоліком ракети була неможливість виведення супутників на середньовисотні кругові орбіти, що вимагало повторного включення двигуна другого ступеня, або можливості його тривалої роботи в режимі малої тяги. Двигун запускається підпалом порохового заряду газогенератора, що розкручує турбіну насосів. Двигун розроблений ОКБ-456 (нині ВАТ «НВО Енергомаш»). Автономна система керування розроблена ОКБ-692 (нині ВАТ «Хартрон» в м. Харків, Україна).
Всього було здійснено 165 пусків РН (37 запусків 63С1 і 128 — 11К63), з них 143 успішних. За допомогою РН «Космос» запускалися ШСЗ серій «Космос» (з 16.03.1962 р.) та «Інтеркосмос»(з 14.10.1969 р.).
18 червня 1977, відбувся останній пуск ракети-носія серії «Космос» на основі БРСД Р-12. Далі під найменуванням «Космос» літали тільки ракети-носії, розроблені на основі ракети Р-14.

## Експлуатація
РН «Космос-2» могла виводити на орбіту одночасно кілька КА загальною масою до 1500 кг.
У зв'язку з завантаженістю КБ «Південне» роботами зі створення ракет Р-36 і Р-56, завершення розробки ракети-носія «Космос-2» було виконано ОКБ-10 (м. Красноярськ).
З 1970 р. ведення ракети-носія у виробництві та її виготовлення передані у ВО «Політ» (м. Омськ), яке модернізувало ракету, яка отримала назву «Космос-3М».
Перший пуск РН був здійснений 18 серпня 1964.
Це єдина в СРСР РН, пуски якої здійснювалися з трьох космодромів: Байконур, Плесецьк, Капустін Яр. У теперішній час триває експлуатація РН «Космос-3М» на космодромі Плесецьк і Капустін Яр.
До 2008 р. було здійснено понад 700 пусків РН, запущено більше 1000 КА, що є вищим показником для всіх РН створених в СРСР.
В подальшому до 2008 року використовувалася РН "Космос-3М".